# Wayne Julies
Pas d'image ? Cliquez ici

a Compétitions nationales et continentales officielles uniquement.

b Matchs officiels uniquement.
Dernière mise à jour le 5 septembre 2018.
Wayne Julies, né le 23 octobre 1978 à Paarl en Afrique du Sud, est un joueur de rugby à XV sud-africain. Il évolue au poste de centre (1,86 m et 95 kg).
Cet international sud-africain a fait partie de l'équipe d'Afrique du Sud qui a remporté la Coupe du monde de rugby 2007.

## Biographie
Wayne Julies fait ses débuts en Currie Cup en 1999 avec la province des Boland Cavaliers et en Super 12 avec les Northern Bulls. L'année suivante, il rejoint la franchise des Stormers pour disputer le Super 12. En 1999, il est intégré au squad qui participe à la coupe du monde 1999 et dispute son premier match avec les Springboks contre l'équipe d'Espagne. Il rejoint la province Blue Bulls en 2002, celle du Free State en 2003, celle des Eagles en 2004 et celle des Golden Lions en 2005. Dans le Super 12, il joue de 2004 à 2006 avec les Cats et de 2006 à 2009 avec les 
Bulls. En 2009, il rejoint le club de Pays d'Aix RC qui évolue en pro D2 française.
Sa carrière internationale avec l'équipe d'Afrique du Sud est très morcelée. Cinq ans s'écoulent entre sa première sélection et sa seconde sélection. En 8 ans de carrière internationale, Wayne Julies ne connaît que 11 sélections, dont 8 comme titulaire. Non retenu pour disputer la Coupe du monde 2003 ni pour disputer celle de 2007, il est rappelé pendant le tournoi  par Jake White pour remplacer Jean de Villiers, blessé. Il ne dispute que 2 matchs lors de la Coupe du monde 2007 remportée par l'équipe d'Afrique du Sud. 
Lors de la saison 2009-2010, il joue avec le Pays d'Aix RC en Pro D2, avant de mettre un terme à sa carrière.

### En équipe nationale
Il a effectué son premier test match avec les Springboks le 10 octobre 1999 à l’occasion d’un match contre l'équipe d'Espagne : victoire 47 à 3.

## Palmarès

### Avec les Springboks
- 11 sélections
- 2 essais
- 10 points
- Sélections par saison : 1 en 1999, 5 en 2004, 2 en 2005, 1 en 2006, 2 en 2007.

Coupe du monde de rugby :
- Participation à la coupe du monde 1999 (1 match).
- Participation à la Coupe du monde de rugby 2007 (2 matchs)
- Champion du monde 2007